# Celebes Południowo-Wschodni
Celebes Południowo-Wschodni (indonez. Sulawesi Tenggara) – prowincja w Indonezji na wyspie Celebes. 
Powierzchnia 38 068 km²; 2,6 mln mieszkańców (2020); stolica: Kendari.
Obejmuje większość południowo-wschodniego półwyspu Celebes oraz leżące przy nim wyspy, m.in. Wowoni, Buton, Muna, Kabaena i wyspy Tukangbesi. Na północy znajdują się Góry Tanggeasinua oraz Góry Mekongga. 
Gospodarka prowincji opiera się na rolnictwie, w którym główną rolę odgrywa produkcja ryżu, trzciny cukrowej, kawy, manioku oraz innych produktów leśnych. Występuje także przemysł, jednak nie jest on dobrze rozwinięty. Głównymi ośrodkami miejskimi poza Kendari są: Bau-Bau, Kolaka oraz Raha.